# Erschwil
Erschwil is een gemeente en plaats in het Zwitserse kanton Solothurn en maakt deel uit van het district Thierstein.

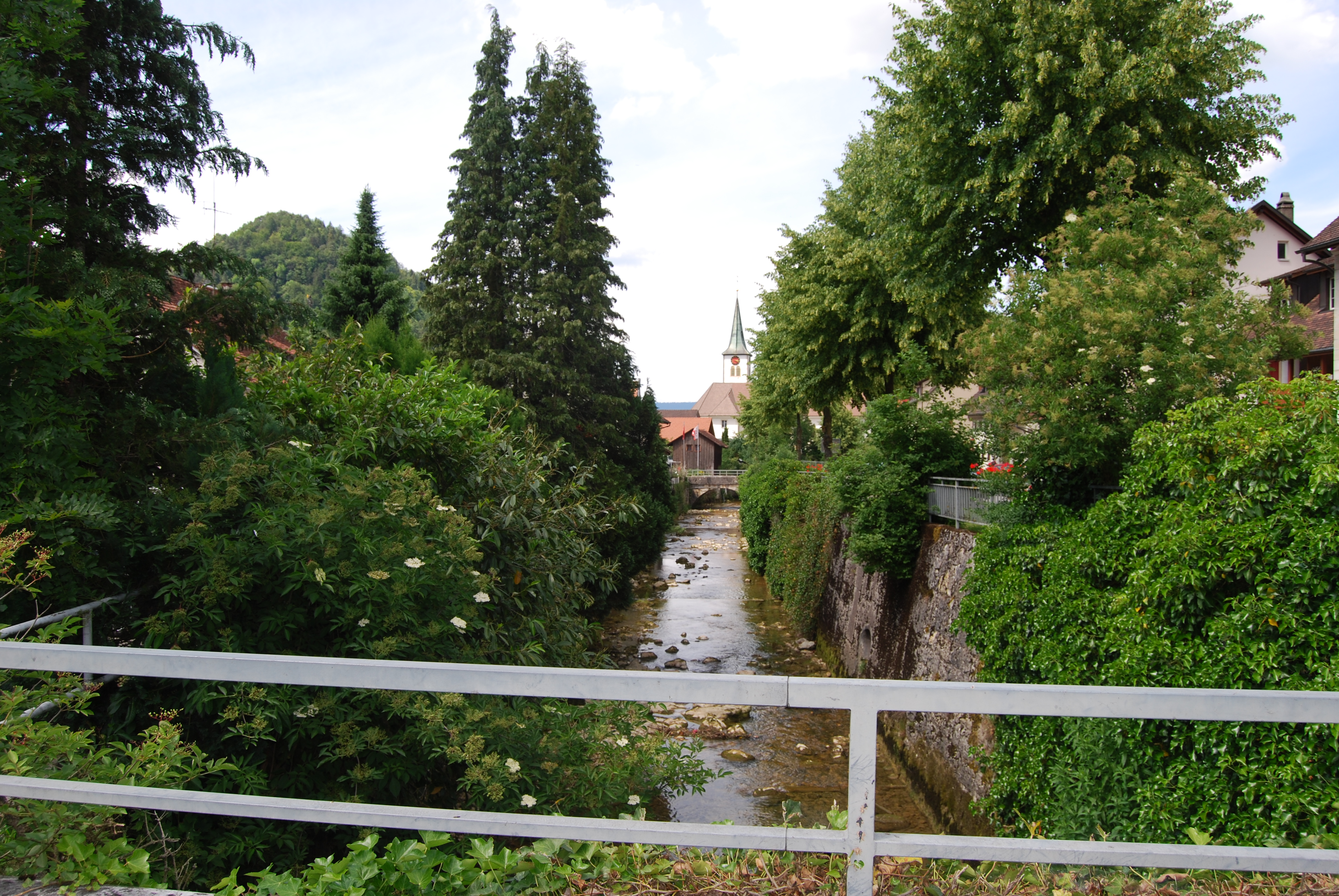
Erschwil

Erschwil telt 922 inwoners.